# Catharsis (Machine Head)
Catharsis è il nono album in studio del gruppo musicale statunitense Machine Head, pubblicato il 26 gennaio 2018.

## Tracce
1. Volatile – 4:38
2. Catharsis – 6:10
3. Beyond the Pale – 4:30
4. California Bleeding – 4:12
5. Triple Beam – 4:41
6. Kaleidoscope – 4:03
7. Bastards – 5:04
8. Hope Begets Hope – 4:30
9. Screaming at the Sun – 3:54
10. Behind a Mask – 4:07
11. Heavy Lies the Crown – 8:48
12. Psychotic – 5:01
13. Grind You Down – 4:06
14. Razorblade Smile – 4:00
15. Eulogy – 6:33

## Formazione

### Gruppo
- Robb Flynn – voce, chitarra, tastiera (tracce 1, 3, 5, 8)
- Jared MacEachern – basso, cori
- Phil Demmel – chitarra
- Dave McClain – batteria

### Ospiti
- Charles Akert – violino, violoncello, viola (tracce 2, 6, 11)
- Ivo Bukolic – violino, violoncello, viola (tracce 2, 6, 11)
- Philip Brezina – violino, violoncello, viola (tracce 2, 6, 11)

### Produzione
- Robb Flynn – produzione
- Zack Ohren – produzione, missaggio
- Ted Jensen – mastering
- Joel Wanasek – post-produzione
- Jordan Fish – post-produzione
- Rhys Fulber – post-produzione